# Gauliga Niederrhein
Gauliga Niederrhein byla jedna z mnoha skupin Gauligy, nejvyšší fotbalové soutěže na území Německa v letech 1933 – 1945. Gauliga byla vytvořena v roce 1933 na popud nacistického vedení. Pořádala se na území Severního Porýní-Vestfálska. Vítězové jednotlivých skupin Gauligy postupovali do celostátní soutěže, která trvala necelý měsíc, v níž se kluby utkávaly vyřazovacím způsobem.
Zanikla v roce 1945 po pádu nacistického Německa. Po jeho zániku bylo území Gauligy Niederrhein začleněno pod Oberligu West.

## Nejlepší kluby v historii - podle počtu titulů
Zdroj: 
| Vítězové nejvyšší ligové soutěže |        |                              |
| Klub                             | Tituly | Vítězné ročníky              |
| Fortuna Düsseldorf               | 5      | 1936, 1937, 1938, 1939, 1940 |
| VfL Benrath                      | 2      | 1934, 1935                   |
| TuS Helene Altenessen            | 1      | 1941                         |
| Hamborn 07                       | 1      | 1942                         |
| Westende Hamborn                 | 1      | 1943                         |
| KSG SpV/48/99 Duisburg           | 1      | 1944                         |

## Vítězové jednotlivých ročníků
Zdroj: 
| Gauliga Niederrhein (1933 – 1945)                                                                        |                            |                                 |                 |
| Ročník                                                                                                   | Vítěz Gauligy              | Umístění v německém mistrovství | Německý mistr   |
| 1933 – 1934                                                                                              | VfL Benrath (1)            | Skupina B (2. místo)            | FC Schalke 04   |
| 1934 – 1935                                                                                              | VfL Benrath (2)            | Semifinále                      | FC Schalke 04   |
| 1935 – 1936                                                                                              | Fortuna Düsseldorf (1)     | Finále                          | 1. FC Norimberk |
| 1936 – 1937                                                                                              | Fortuna Düsseldorf (2)     | Skupina D (2. místo)            | FC Schalke 04   |
| 1937 – 1938                                                                                              | Fortuna Düsseldorf (3)     | 3. místo                        | Hannover 96     |
| 1938 – 1939                                                                                              | Fortuna Düsseldorf (4)     | Skupina 2 (finále)              | FC Schalke 04   |
| 1939 – 1940                                                                                              | Fortuna Düsseldorf (5)     | Skupina 3 (2. místo)            | FC Schalke 04   |
| 1940 – 1941                                                                                              | TuS Helene Altenessen (1)  | Skupina 3 (3. místo)            | SK Rapid Wien   |
| 1941 – 1942                                                                                              | Hamborn 07 (1)             | Předkolo                        | FC Schalke 04   |
| 1942 – 1943                                                                                              | Westende Hamborn (1)       | Osmifinále                      | Dresdner SC     |
| 1943 – 1944                                                                                              | KSG SpV/48/99 Duisburg (1) | Čtvrtfinále                     | Dresdner SC     |
| • Gauliga byla v sezóně 1944/45 zrušena, a to kvůli přesunutí bojů druhé světové války na území Německa. |                            |                                 |                 |